# نخجیرآباد
نخجیرآباد یک منطقهٔ مسکونی در افغانستان است که در ولایت بلخ واقع شده‌است.